# Trepunktsperspektiv

Trepunktsperspektiv

Trepunktsperspektiv är en metod med vars hjälp ett tredimensionellt objekt kan avbildas på en tvådimensionell yta. Trepunktsperspektivet använder sig av tre flyktpunkter, varav två är placerade i höjd med horisontallinjen.